# 延斯·卡斯克
延斯·卡斯克（瑞典語：Jens Kask，1966年4月20日—2011年1月15日），瑞典男子残疾人冰球运动员。他曾代表瑞典参加1994年、1998年、2002年、2006年和2010年冬季残疾人奥林匹克运动会冰球比赛、1992年和1996年夏季残疾人奥林匹克运动会排球比赛、1984年夏季残疾人奥林匹克运动会游泳比赛，获得一枚金牌和二枚铜牌。